# Suhu

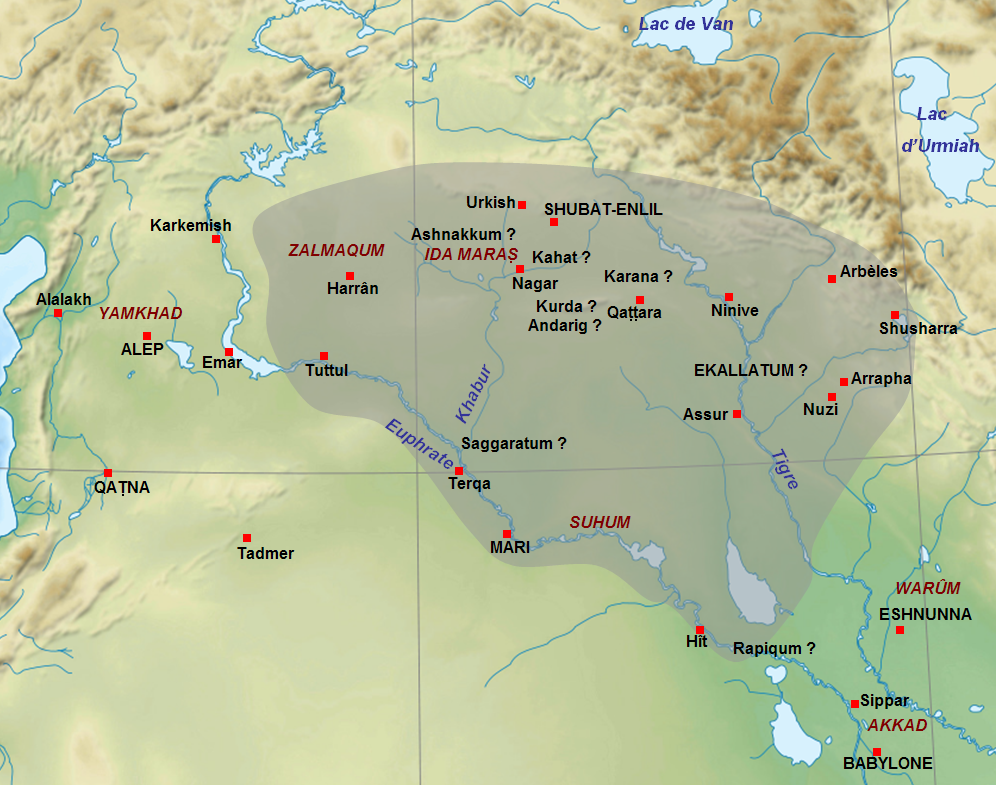
Mapa królestwa Górnej Mezopotamii Szamszi-Adada I z zaznaczonym położeniem Suhu

Mapa starożytnego Bliskiego Wschodu ok. 1000-800 p.n.e. z zaznaczonymi najważniejszymi aramejskimi i nowohetyckimi państewkami, w tym Suhu

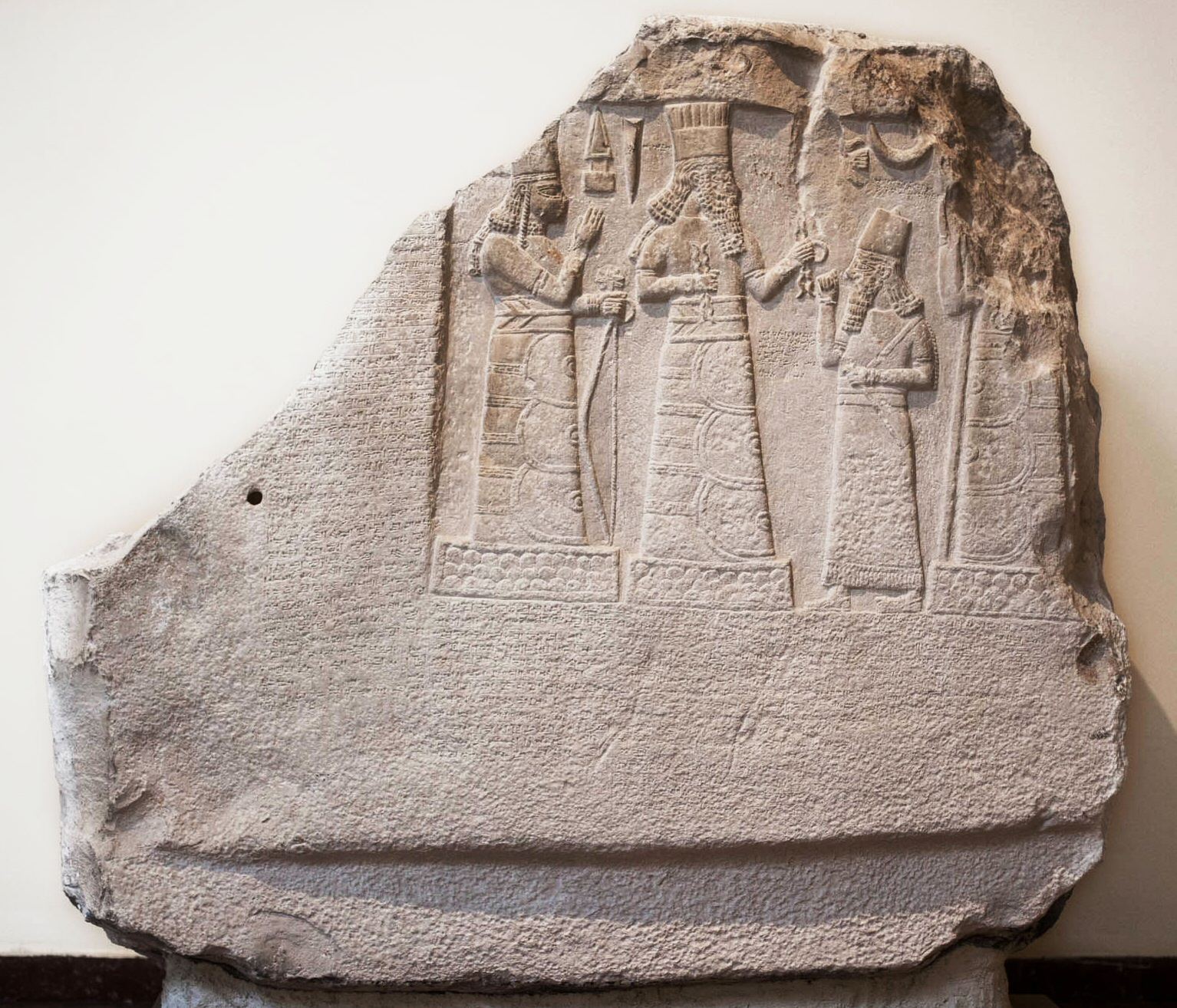
Stela z inskrypcją Szamasz-resza-usura, zarządcy Suhu i Mari (1 poł. VIII w. p.n.e.)

Suhu, Suhum – kraina nad środkowym biegiem Eufratu, na południe od Mari. Jej znane dzieje obejmują okres od środkowej epoki brązu (ok. 2000-1700/1600 p.n.e.) do epoki żelaza (ok. 1200-700 p.n.e.).

## Historia
W środkowej epoce brązu Suhu podzielone było na dwa regiony: Górne Suhu ze stolicą w Hanat i Dolne Suhu ze stolicą w Jabliji. W końcu XIX w. p.n.e. Naram-Sin, władca Esznunny, podbił i zaanektował całą krainę w trakcie jednej ze swych wypraw wojennych. Następnie Suhu włączone zostało do królestwa Górnej Mezopotamii przez asyryjskiego króla Szamszi-Adada I (1814-1782 p.n.e.), który przeznaczył je w zarządzanie swemu synowi Jasmah-Adadowi, wicekrólowi Mari. Spotkało się to z reakcją Daduszy, władcy Esznunny, który poprowadził dwie wyprawy wojenne do Suhu, doprowadzając do odzyskania przez Esznunnę kontroli nad tą krainą. Wkrótce potem Szamszi-Adad I przeprowadził jednak kontratak, który zmusił Daduszę do wycofania się i zawarcia pokoju. 
Po śmierci Szamszi-Adada I i upadku królestwa Górnej Mezopotamii kontrolę nad Suhu przejął Zimri-Lim (1774-1762 p.n.e.) z Mari.  Stawić on musiał czoła wojskom kolejnego władcy Esznunny, Ibal-pi-Ela II (1779-1765 p.n.e.), który również zapragnął przejąć kontrolę nad tą krainą. Znane są listy wysłane do Zimri-Lima przez Jasim-Ela, jego agenta w Andarig, i Buqaquma, burmistrza Sapiratum, w których informowali go, iż wojska Esznunny wkroczyły do Dolnego Suhu, zajęły miasto Harbe i skierowały się w stronę Jabliji, stolicy regionu. Suhu przyciągnęło również uwagę Elamu. W kolejnym liście wysłanym do Zimri-Lima jest on ostrzegany o planowanym przez Elamitów powstaniu i wysłaniu w tym celu do Suhu 10000 żołnierzy. Z pomocą Hammurabiego z Babilonu udało się Zimri-Limowi odzyskać utracone w Suhu terytoria, a jego kontrolę nad nimi potwierdził traktat pokojowy podpisany z Ibal-pi-Elem II w 1770 r. p.n.e. Po śmierci Zimri-Lima kontrolę nad Suhu przejął Hammurabi i kraina ta pozostała w rękach babilońskich aż do upadku dynastii starobabilońskiej w 1595 r. p.n.e.
Na początku I tys. p.n.e. Suhu było bogatym aramejskim państewkiem graniczącym od północy z królestwem Hindanu, a od południa z Babilonią. Po raz pierwszy wzmiankowane jest ono w inskrypcjach asyryjskiego króla Tiglat-Pilesera I (1114-1076 p.n.e.), który wyprawiał się kilkukrotnie przeciwko niemu. Jeden z kolejnych władców asyryjskich, Adad-nirari II (911-891 p.n.e.), otrzymać miał trybut z Suhu. W 885 r. p.n.e. Suhu znalazło się wśród państewek które złożyły trybut Tukulti-Ninurcie II (890-884 p.n.e.) w trakcie jednej z jego wypraw wojennych. Niedługo potem Ilu-ibni, władca Suhu, który zapłacił trybut Tukulti-Ninurcie II, zmuszony został do zapłacenia kolejnego trybutu Aszurnasirpalowi II (883-859 p.n.e.), następcy Tukulti-Ninurty II. W 878 r. p.n.e. Kudurru, nowy władca Suhu, wspierany przez wojska babilońskie, wystąpił przeciw Aszurnasirpalowi II w czasie, gdy ten prowadził swe wojska w rejon rzeki Chabur. Kudurru stawił czoła Asyryjczykom w Suru, jednym ze swoich miast. Armia asyryjska wzięła miasto szturmem, plądrując je i niszcząc. Rok później Suhu dołączyło do antyasyryjskiej koalicji sąsiadujących z nim królestw Laqe i Hindanu, wspieranych dodatkowo przez Bit-Adini i Babilonię. Spotkało się to z szybką reakcją Aszurnasirpala II, który pokonać miał zbuntowane królestwa, zniszczyć ich armie i miasta.
W 2 poł. IX w. p.n.e. Suhu wciąż pozostawało niezależne od Asyrii. W tym czasie władcą był tam Marduk-apla-usur, o którym wiadomo, iż zapłacił trybut asyryjskiemu królowi Salmanasarowi III (858-824 p.n.e.). W 1 poł. VIII w. p.n.e. Suhu i sąsiadujące z nim Mari zarządzane były przez Szamasz-resza-usura, najprawdopodobniej w czasie, gdy na tronie asyryjskim zasiadał Aszur-dan III (772-755 p.n.e.). Szamasz-resza-usur pozostawił po sobie stelę z inskrypcją upamiętniającą jego dokonania, w tym próby ożywienia tego regionu, który miał być wówczas w dużej mierze wyniszczony i wyludniony. Inskrypcja zawiera również informację o zwycięstwie Szamasz-resza-usura odniesionym nad aramejskim plemieniem Tumanu. Sądząc z inskrypcji Ninurty-kudurri-usura, syna i następcy Szamasz-resza-usura, który odnieść miał zwycięstwo nad innym aramejskim plemieniem, Hatallu, Suhu mogło uzyskać w tym okresie pełną niezależność od Asyrii, nim ponownie znalazło się pod jej kontrolą za rządów Tiglat-Pilesera III (745-727 p.n.e.). W 616 r. p.n.e. Suhu i Hindanu podporządkowały się babilońskiemu królowi Nabopolassarowi (626-605 p.n.e.), ale już trzy lata później, w 613 r. p.n.e., Suhu zbuntowało się przeciw niemu, co doprowadziło do wysłania przez niego wyprawy karnej na jej terytorium.